# Ligga (vattenkraftverk)
Ligga (lulesamiska: Liggá) är ett vattenkraftverk i Lule älv vid Ligga-Dämningsområde alldeles nedströms om Harsprånget. E45 mellan Jokkmokk och Porjus går över Liggas damm vilket ger utsikt från vägen. 
Ligga har ett ställverk och flera 400 kV-ledningar går därifrån söderut.